# Kocsis Elemér (püspök)
Kocsis Elemér (Balmazújváros, 1926. május 14. – Debrecen, 2009. május 7.) református püspök, teológus.

## Életútja
1926-ban született Balmazújvárosban, ahol édesapja Kocsis János hitoktató lelkész volt. 1931-ben költöztek Szamoskérre.
Középiskolába az akkori Debreceni Református Főgimnáziumba járt, majd a Debreceni Tudományegyetem Hittudományi Karán tanult. Külföldi ösztöndíjasként Bázelben folytatott tanulmányokat. 1952-től Debrecenben a Teológiai Akadémián tanított. 1977-től a Református Kollégium főigazgatója és a Nagykönyvtár igazgatója volt.
A teológiai professzor a Kollégiumot nemcsak a református egyház szemefényének, hanem az egész magyar nép, a nemzeti kultúra nagy kincsének tekintette. 1959-ben a Nürnberg-Erlangeni Egyetemen teológiai doktori diplomát kapott. Több mint 150 tanulmánya jelent meg nyomtatásban vagy sokszorosított tankönyvként, ezek közül több német nyelven.
1987. március 14-én szentelték a Tiszántúli református egyházkerület püspökévé a Debreceni Nagytemplomban. "Szeretném hálámat kifejezni azoknak, akiknek élete beleépült életembe és szolgálatomba, akiknek áldozatos szeretete egy életen át elkísér és kísérni fog. Hálával emlékszem szüleimre, akik által az életet, a hitet és az emberséget kaptam. Az a tiszta emberség és ősi bölcsesség, amit tőlük kaptam, tanított meg mindig földközelben és emberközelben maradni" – mondta székfoglaló beszédében.
1991. augusztus 18-án az Magyarországi Egyházak Ökumenikus Tanácsa vezetőiként fogadta II. János Pál pápát Debrecenben.
2006. áprilisában megjelent egy olyan cikk, amelyik "Rajnai"-ként jelentéseket írt a titkosszolgálatoknak.
A BM Hajdú-Bihar MRFK III/III. Osztálya foglalkoztatta a "Rajnai" fedőnevű titkos megbízottat, Kocsis Elemért, aki a Debreceni Teológiai Akadémia és a Debreceni Református Kollégium hallgatóiról és oktatóiról, nemzetközi konferenciákról, külföldi kapcsolatairól jelentett. Jelzet HU - ÁBTL - I. - 3.1.2. - I. s. - M-41622 (1977-1986) Szkennelve. 
83 esztendős korában, 2009-ben hunyt el. Temetése 2009. május 18-án 15 órakor volt Debrecenben.

## Díjai, elismerései
- A Magyar Érdemrend parancsnoki keresztje (1997, polgári tagozat)[6]
- Csokonai-díj (1996)[7]

## Művei
- Holló László művészete. - Debrecen : Ethnica, 2002.
- Református dogmatika. - Debrecen : Kölcsey Ferenc Református Tanítóképző Főiskola, 1998.
- Bevezetés a theologiába : theologiai enciklopédia. - 3. kiad. - Debrecen : Református Theológiai Akadémia, 1990.
- A Debreceni Református Kollégium története / [a kötet főszerkesztője] ; szerkesztő Barcza József ; ... írták Bajkó Mátyás [et al.] ; [a névmutatót összeállította Bereczki Lajos, V. Hunyadi Éva]. - Budapest : Magyarországi Református Egyház Zsinati Irodájának Sajtóosztálya, 1988.
- Dogmatika : a református keresztyén tanítás rendszere. - 2. bőv. kiad. - Debrecen : Református Theológiai Akadémia, 1987.
- Keresztyén etika. - 2. bőv. kiad. - Debrecen : [Református Theológiai Akadémia], 1986.
- Dogmatikai prolegomena. - Debrecen : Református Theológiai Akadémia, 1974.
- Jézus és a messianizmus : tanulmány az újszövetségi kortörténet és Jézus-kutatás területéről. - Debrecen : Református Theológiai Akadémia, 1963.